# Assembleia Regional de Múrcia
A Assembleia Regional de Múrcia (em castelhano: Asamblea Regional de Murcia) é o órgão legislativo da comunidade autônoma da Região de Múrcia, na Espanha. Sua sede está localizada na cidade de Cartagena. Desde 11 de junho de 2019, a Presidência da Assembleia Regional é exercida por Alberto Castillo, anteriormente do partido Cidadãos e atualmente sem partido.

## Base legal
De acordo com o artigo 152 da Constituição espanhola de 1978, nos estatutos de autonomia aprovados "a organização institucional autonómica basear-se-á numa Assembleia Legislativa, eleita por sufrágio universal, com base num sistema de representação proporcional que assegure, ademais, a representação das diversas zonas do território". A existência de um parlamento regional e o exercício do poder legislativo pelo mesmo está, portanto, expressamente previsto na própria Constituição.
A Lei Orgânica 4/1982 sobre o Estatuto de Autonomia da Região de Múrcia consagra este dispositivo constitucional no seu artigo 21, onde dispõe que "A Assembleia Regional representa o povo da Região de Múrcia".
De acordo com os princípios parlamentares, a Assembleia têm duas funções principais: a função legislativa e a função de controle. As condições para seu exercício estão estabelecidas no Capítulos II, artigos 22 e 23 do Estatuto de Autonomia. Entre as funções da Assembleia está a nomeação do presidente regional de entre os seus membros, legislar sobre os assuntos da competência exclusiva da comunidade e aprovar os orçamentos gerais da comunidade autónoma.

## Sistema eleitoral

### Antigo sistema eleitoral (1987-2015)
Até as eleições regionais de 2015, o procedimento eleitoral estipulado era regido pelo disposto na Lei Eleitoral da Região de Múrcia 2/1987, de 24 de fevereiro, que regulamentou o sistema eleitoral da Comunidade Autónoma da Região de Múrcia. De acordo com esta lei, a Assembleia da Região de Múrcia é composta por 45 deputados, eleitos por sufrágio universal de quatro em quatro anos pelos cidadãos da Região, com uma barreira eleitoral mínima de 5%, e se distribuíam em cinco circunscrições eleitorais inferiores à província, sendo, juntamente com as Astúrias, os dois únicos casos do tipo na Espanha peninsular. Eles eram numerados de 1 a 5, mas também eram conhecidos por descrições geográficas. Eram elas:
| Mapa                                                                                | Número   | Descrição    | Deputados | Municípios Ordenados por população | População |
| ----------------------------------------------------------------------------------- | -------- | ------------ | --------- | --- | --------- |
| vínculo=Archivo:Circunscripciones_electorales_de_la_Asamblea_Regional_de_Murcia.svg | Primeira | de Lorca     | 7         | Lorca, Águilas, Mazarrón, Totana, Alhama de Murcia, Puerto Lumbreras, Librilla e Aledo. | 231.297   |
| vínculo=Archivo:Circunscripciones_electorales_de_la_Asamblea_Regional_de_Murcia.svg | Segunda  | de Cartagena | 11        | Cartagena, Torre Pacheco, San Javier, San Pedro del Pinatar, La Unión, Fuente Álamo de Murcia e Los Alcázares.                                                                                                 | 358.485   |
| vínculo=Archivo:Circunscripciones_electorales_de_la_Asamblea_Regional_de_Murcia.svg | Terceira | de Múrcia    | 21        | Múrcia, Molina de Segura, Alcantarilla, Cieza, Las Torres de Cotillas, Archena, Santomera, Abarán, Ceutí, Beniel, Fortuna, Alguazas, Lorquí, Blanca, Abanilla, Villanueva del Río Segura, Ricote, Ulea e Ojós. | 748.776   |
| vínculo=Archivo:Circunscripciones_electorales_de_la_Asamblea_Regional_de_Murcia.svg | Quarta   | do Noroeste  | 4         | Caravaca de la Cruz, Mula, Cehegín, Bullas, Calasparra, Moratalla, Pliego, Campos del Río e Albudeite. | 96.245    |
| vínculo=Archivo:Circunscripciones_electorales_de_la_Asamblea_Regional_de_Murcia.svg | Quinta   | do Altiplano | 2         | Yecla e Jumilla. | 59.584    |

### Reforma eleitoral
Em 23 de julho de 2015, a Assembleia da Região de Múrcia aprovou por unanimidade a primeira reforma do sistema eleitoral autônomo, com os votos dos promotores do mesmo (PSRM-PSOE, Podemos e Ciudadanos) e os votos do Partido Popular. As quatro principais mudanças dessa reforma foram:
- Redução das cinco circunscrições a uma única circunscrição que abrange todos os municípios da Região, equiparando-se assim ao resto das comunidades autónomas uniprovinciais peninsulares, exceto Astúrias;[6]
- Redução da barreira eleitoral mínima de 5% para 3%;[6]
- Proibição de deputados ocuparem simultaneamente outros cargos, como prefeitos ou vereadores;[6]
- Redução do teto de gastos com partidos durante as eleições;[6]

A reforma está em vigor desde que foi publicada oficialmente pelo Boletim Oficial da Região de Múrcia (BORM) e pelo Boletim Oficial do Estado, em 24 de setembro de 2015, e é o regulamento que tem regido as eleições regionais da Região desde então.

## Presidentes
Ao longo da história, a Assembleia Regional teve sete presidentes diferentes, cinco deles do Partido Socialista, um do Partido Popular e um dos Cidadãos. Este último foi expulso do partido em abril de 2021.